# Нішан-Кая (Ай-Петринська яйла)
Нішан-Кая, Ішан-Кая, Мішень, Шаан-Кая, Шан-Кая, Шанхай (тюрк. нішан — знак, мітка; мішень; іран. нішан — 'ханська грамота'; ішан — духовне звання у мусульман;) — скеля з округленою вершиною під пд. бровкою Ай Петринської яйли, Крим. З боку моря виглядає трикутною, пд. схил стрімкий, голий, решта лісисті. У 2,5 км на сх. частини Сімеїзу.